# 印度尼西亞—日本經濟夥伴協定

日本（橘）與印尼（綠）的位置

《印度尼西亞－日本經濟夥伴協定》（英語：Indonesia–Japan Economic Partnership Agreement, IJEPA；日语：／）簡稱《印日經濟夥伴協定》，是印度尼西亞同日本於2007年8月20日簽署的雙邊協定，自2008年7月1日起正式生效。該協定由日本首相小泉純一郎發起，是印尼首份簽署的雙邊自由貿易協定。自2013年起，印尼要求重新審查及檢討協定條款，目前正在進行談判。

## 協定
《印日經濟夥伴協定》載有關於印日兩國之間透過取消關稅進行貨物和服務流通的條款，同時調整投資法規以吸引日本投資者前往印尼投資。該協定亦涉及智慧財產權、海關程序及能源、礦產資源等具體問題。另外，協定允許部分印尼護理人員前往日本工作。

## 歷史
2002年1月，時任日本內閣總理大臣（首相）小泉純一郎訪問雅加達時，曾向時任印尼總統梅嘉娃蒂·蘇卡諾普特麗提出日本有意與東南亞國家（包括印尼）簽訂貿易協定。2003年6月，梅嘉娃蒂訪問東京，雙方就協定進行了進一步的會談。2004年，談判因印尼舉行總統大選暫時中止，隨後由蘇西洛·班邦·尤多約諾取代梅嘉娃蒂當選為新任總統，協定的進展於2004年12月繼續進行，當時兩國同意成立一個研究小組以探討可行的自由貿易協定，研究成果於2005年5月公布，其並且建議該協定與日本同東南亞國協協議的談判同時進行。
2005年6月2日，尤多約諾和小泉純一郎會晤後發表聯合公報，宣布正式啟動談判。直至2006年11月，兩國政府宣布「原則上」達成共識，惟第七輪也是最後一輪談判須直到2007年6月才能進行，而日本內閣於同年8月10日批准雙邊協定的條款。2007年8月20日，雙方在雅加達簽署該協定，並於2008年7月1日正式生效，成為印尼首份簽署的雙邊自由貿易協定。

### 審查
協定規定須在5年內進行全面審查，而印尼政府於2013年要求進行一次審查，自2015年起，兩國同意重新談判及檢討協定條款，印尼方面（由總統佐科·維多多主導）打算使日本投資者增加對該國基礎建設的投資。談判在2018－2019年間持續進行，初步目標是於2019年底完成磋商。 截至2020年1月，有關更新協定條款的談判仍在進行。

## 外部連結
- 2008年的協定全文 （页面存档备份，存于）（英文）